# Hafnerstraße (Linz)
Die Hafnerstraße ist eine Straße in der oberösterreichischen Landeshauptstadt Linz. Sie befindet sich im Stadtteil Innenstadt und wurde nach dem Hafnergewerbe in dieser Straße benannt.

## Lage und Charakteristik
Die schmale Straße verläuft in südlicher Richtung von der Baumbachstraße zur Wurmstraße an der Rückseite des Doms.

## Gebäude
Nr. 3 Hagenthalstöckl
errichtet 1720; ein eingeschoßiger, an drei Seiten freistehender Bau mit einem schweren, umlaufenden Abschlussgesims mit glatter Attika.
Nr 4 – Zinshaus
Wohn- und Geschäftsgebäude, erbaut 1901; Späthistoristisches Gebäude, etwas von der Straße zurückversetzt, durch einen Gitterzaun abgeschlossen. Die Fassade ist in barockisierenden Formen mit sezessionistischen Elementen gestaltet
Mariä-Empfängnis-Dom mit Dombauhütte
erbaut 1862/1935; neugotischer Kirchenbau mit Krypta, Grablege der Linzer Bischöfe
Nr. 13 – Adamsches Haus
errichtet 1783; freistehendes dreigeschoßiges Bürgerpalais mit Krüppelwalmdach
Nr. 18–20 Diözesanfinanzkammer
von der Straßenfluchtlinie zurückversetztes Verwaltungsgebäude, errichtet um 1930, umgebaut 1983, Sitz der Finanz- und Liegenschaftsverwaltung der Diözese Linz